# مونتاتسولي
مونتاتسولي (بالإيطالية: Montazzoli)‏ هي بلدية في مقاطعة كييتي في إقليم أبروتسو الإيطالي.

## السكان
في سنة 1861 بلغ عدد السكان 2٬808 نسمة، وتطور العدد ليصل في سنة 2011 لـ 1٬032 نسمة.
يظهر هذا المخطط البياني تطور النمو السكاني لـ مونتاتسولي